# Скарлетс
«Скарлетс» (англ. Scarlets — «алые») — один из четырёх профессиональных регбийных клубов Уэльса. Команда базируется в городе Лланелли на юго-западе региона и проводит домашние матчи на стадионе «Парк и Скарлетс». Клуб играет в лиге Про12, Англо-валлийском кубке и кубке Хейнекен.
Коллектив, сформированный в 2003 году под названием «Лланелли Скарлетс», стал одной из пяти (ныне — четырёх) региональных команд Уэльса. Клуб сотрудничает с рядом полупрофессиональных и любительских команд области, особое значение среди которых имеют коллективы Валлийской Премьер-лиги: «Лланелли», «Кармартен Куинс» и «Лландовери». В сезоне 2007/08 «Скарлетс» провели большую часть матчей на арене «Стрэйди Парк» и ещё несколько — на «Рейскорс Граунд» в Рексеме. Новый стадион «Парк и Скарлетс» (или, в английской версии, «Скарлетс Парк») был построен в пригороде Пембертон и открылся в ноябре 2008 года.

## История

### Создание

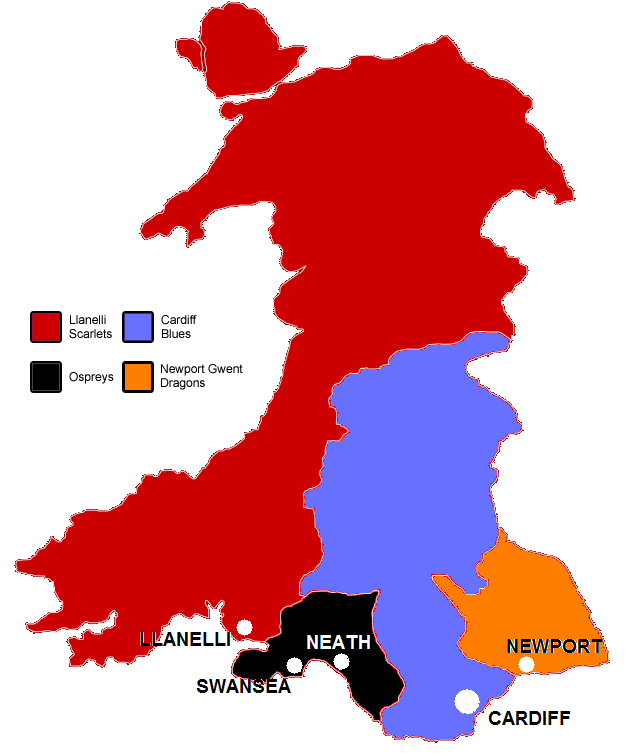
Территории Уэльса, контролируемые той или иной ветвью Валлийского регбийного союза.

В 2003 году Валлийский регбийный союз принял решение о сокращении числа участников профессиональной лиги с девяти до пяти. Подобные системы, основанные на региональном представительстве каждого клуба, уже функционировали в Ирландии, а также регбийных странах Южного полушария.
Изначально предполагалось, что региональный клуб будет объединять регбистов Лланелли, Суонси и Нита. Затем, впрочем, появился проект объединения Лланелли и Суонси, а Нит должен был присоединиться к Бридженду. Представители Лланелли отвергли оба проекта и потребовали автономного статуса. Через некоторое время Лланелли и Кардифф получили возможность сформировать независимые команды. 7 июля 2003 года бренд «Лланелли Скарлетс» был официально запущен.
«Скарлетс» представляют западную и северные части страны. Клуб проводит матчи и тренировки практически только в Лланелли, хотя предпринимались попытки привезти команду в Рексем и другие административные единицы. Все права на бренд «Скарлетс» принадлежат регбийному клубу «Лланелли», который, как уже упоминалось, играет в Валлийской Премьер-лиге — по аналогичной схеме действуют «Кардифф Блюз» и «Кардифф».

### 2003—н.в.
Новая команда была укомплектована преимущественно игроками «Лланелли». В дебютном сезоне «алые» добрались до четвертьфинала кубка Хейнекен и стали чемпионами Кельтской лиги, обойдя ближайшего преследователя — «Ольстер» — на четыре очка. В групповом этапе главного европейского трофея валлийцы встретились с «Нортгемптон Сэйнтс», «Аженом» и «Бордер Рейверс». «Скарлетс» выиграли пять из шести матчей, один раз уступив «Ажену», и заняли первое место в группе. В 1/4 финала команда проиграла другому французскому клубу — «Биаррицу» (10:27).
Следующий сезон оказался не столь успешным. Состав команды серьёзно пострадал из-за травм ведущих игроков, многие ветераны завершили карьеру. Один из лидеров «Скарлетс», флай-хав Стивен Джонс, выбрал продолжение карьеры во французском «Клермоне». В результате клуб занял пятое место в лиге и только третье — в группе кубка Хейнекен (позади «Нортгемптона» и «Тулузы»). Относительного успеха коллектив добился в Кельтском кубке, где сыграл в финале. Впрочем, трофей достался ирландскому «Манстеру» (17:26).

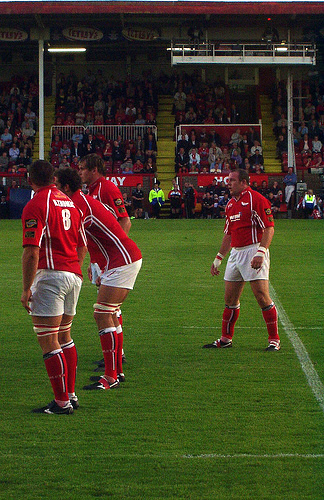
«Скарлетс» против «Глазго Уорриорз» в матче Кельтской лиги, 2006 год.

В сезоне 2005/06 команда снова не прошла в плей-офф кубка Хейнекен (третье место в группе после «Тулузы» и «Лондон Уоспс») и на этот раз даже не попала в пятёрку сильнейших команд Кельтской лиги. Однако регбисты смогли показать неплохие результаты в Англо-валлийском кубке, формат которого незадолго до этого был значительно изменён. «Скарлетс» возглавили свою группу, в полуфинале обыграли «Бат», а в решающем матче уступили «Уоспс» (10:26). После этого команда вернула Стивена Джонса и усилилась фулбэком Барри Дэвисом. Наставник «Скарлетс» Гарет Дженкинс получил должность главного тренера в сборной Уэльса. Его место в клубе занял Фил Дэвис, в прошлом работавший с «Лидс Тайкс».
Во время первой домашней игры сезона 2006/07 болельщики команды получили листовки, содержавшие информацию о финансовом состоянии клуба. В то время рассматривалась возможность переезда на новый стадион и продажи нынешнего земельного участка под жилищное строительство. При этом местные жители считали, что инфраструктура района не выдержит появления 450 новых домов. Листовка гласила, что задержки в переговорах между сторонниками и противниками решения могут привести к ликвидации клуба, если не будет найден иной источник финансирования. 28 ноября 2006 года «Скарлетс» и лондонский бизнесмен Тим Гриффитс подписали инвестиционное соглашение.
В розыгрыше кубка Хейнекен 2006/07 «Скарлетс» одержали одну из самых ярких побед в своей недолгой истории, обыграв на выезде «Тулузу» (41:34). Хотя валлийцы и одержали победы в трёх стартовых матчах, успех в игре с французским клубом стал настоящей сенсацией. Уверенная победа над «Ольстером» (35:11) обеспечила «алым» место в плей-офф. В результате клуб стал всего лишь пятой командой, сумевшей выиграть все матчи группового этапа (в том же розыгрыше шестой такой командой стал «Биарриц»). В 1/4 финала «Скарлетс» выбили из борьбы действующий обладателей кубка — «Манстер» (24:15). Регбисты остановились в шаге от финального матча, оказавшись слабее английского «Лестера» (17:33). 30 апреля 2008 году неоднозначным решением руководства в отставку был отправлен Фил Дэвис. Причины увольнения до сих пор неизвестны, однако существует версия о том, что впервые Дэвис узнал об отставке из СМИ, и только затем получил официальное уведомление от президента Стюарта Галлахера.
В 2008 году «Скарлетс» избавились от префиска «Лланелли» в названии клуба. Поздней осенью того же года команда покинула «Стрэйди Парк» и обосновалась на новом «Парк и Скарлетс». Последняя игра на старой арене прошла 24 октября — тогда валлийцы сыграли с «Бристолем» в рамках группового этапа Англо-валлийского кубка. «Скарлетс» одержали победу (27:0) перед практически полным стадионом. В качестве зрителей за матчем наблюдали бывшие капитаны «Лланелли» — Делм Томас и Фил Беннетт.
Первым матчем на «Парк и Скарлетс» стала игра 28 ноября против «Манстера» в Кельтской лиге. К огорчению валлийских фанатов, выиграли ирландцы (18:16). Первая встреча кубка Хейнекен на стадионе прошла 12 декабря. Другой ирландский клуб — «Ольстер» — сыграл с хозяевами вничью (16:16). В обоих матчах стадион функционировал в режиме сниженной вместимости. Нормативные акты требуют проведения не менее трёх таких матчей перед полноценным запуском арены. Официальная церемония открытия стадиона состоялась 31 января 2009 года. Был организован выставочный матч между «Скарлетс» и международной сборной «Барберианс».

### Бренд и цвета
Клуб получил название «Скарлетс» в честь команды «Лланелли», известной именно под этим прозвищем. Команда из Лланелли играла в красном с 1884 года — тогда валлийцы провели матч с приехавшей сборной Ирландии. Провинциальная команда также приняла алый цвет в качестве основного (в переводе с  английского слово scarlet означает «алый»). Гостевой вариант формы сочетает коричневый с алым.
Переименование «Лланелли Скарлетс» в «Скарлетс» состоялось перед стартом сезона 2008/09. Тем самым руководство клуба стремилось подчеркнуть связь с другими городами и регионами, команды которых входят в структуру «Скарлетс».

## Игроки

### Состав
Обновление: 5 сентября 2012 года.

### Трансферы 2012/13

#### Пришли
- Джейк Болл из «Уэстерн Форс»[18]
- Джордж Эрл из «Сентрал Читаз»[19]
- Гарет Оуэн из «Оспрейз»[20]
- Кристиан Филлипс из «Оспрейз»[21]
- Томас Вальехос из «Харлекуинс»[22]
- Джакоби Адриансе из «Лайонз»[23]
- Йохан Сниман из «Истерн Провинс Кингз»[24]

#### Ушли
- Шон Ламонт в «Глазго Уорриорз»[25]
- Доминик Дэй в «Бат»[26]
- Бен Морган в «Глостер»[27]
- Стивен Джонс в «Лондон Уоспс»[28]
- Дэниэл Эванс в «Ньюпорт Гвент Дрэгонс»[29]
- Дэмьен Уэлч в «Эксетер Чифс»[30]
- Лу Рид в «Кардифф Блюз»[31]
- Лайам Дэвис в «Ньюпорт Гвент Дрэгонс»
- Вилиаме Ионги — свободный агент
- Йестайн Томас — завершил карьеру[32]
- Риз Томас — завершил карьеру [33]

### «Британские и ирландские львы»
Ниже приведён список игроков, вызывавшихся в сборную команду Британских островов. Стивен Джонс попал в состав «Лайонз» будучи игроком «Клермона». Бывшие регбисты «Скарлетс» Скотт Куиннелл, Робин Макбрайд и Дэвид Джеймс попали в состав «львов» ещё в 2001 году. Тогда спортсмены выступали за «Лланелли».
- 2005: Саймон Истерби, Дуэйн Пил
- 2009: Стивен Джонс, Мэттью Риз

### Известные игроки
Список игроков «Скарлетс», появлявшихся в составе своей сборной 20 и более раз.
- Ли Бёрн
- Джейк Болл
- Джон Дэвис
- Лей Дэвис
- Дэвиж Джеймс
- Марк Джонс
- Стивен Джонс
- Робин Макбрайд
- Дуэйн Пил
- Майк Филлипс
- Аликс Пофем
- Рис Пристленд[англ.]
- Уэйн Проктор
- Скотт Куиннелл
- Марк Тейлор
- Йестайн Томас
- Крис Уайатт
- Саймон Истерби
- Кис Меус
- Махонри Швалгер
- Брюс Дуглас
- Шон Ламонт
- Иноке Афеаки
- Майк Эркус
- Дэйв Ходжс

## Тренеры

### Главные тренеры
| Специалист     | Годы работы |
| -------------- | ----------- |
| Гарет Дженкинс | 2003–2006   |
| Фил Дэвис      | 2006–2008   |
| Найджел Дэвис  | 2008–2012   |
| Саймон Истерби | 2012–н. в.  |

### Тренерский штаб
Обновление: 30 июня 2012 года.
| Специалист      | Функции                                      |
| --------------- | -------------------------------------------- |
| Саймон Истерби  | Главный тренер                               |
| Гэран Эванс     | Менеджер команды                             |
| Марк Джонс      | Тренер защитников                            |
| Йоан Каннингем  | Тренер академии                              |
| Брэд Харрингтон | Силовая и физическая подготовка              |
| Райан Кэмпбелл  | Силовая и физическая подготовка              |
| Риз Джонс       | Ассистент по силовой и физической подготовке |
| Патрик Моран    | Физиотерапевт                                |
| Гарет Поттер    | Аналитик выступлений                         |
| Джо Льюис       | Аналитик                                     |

## Статистика

### Кельская лига
| Сезон   | Место | Игры | Победы | Ничьи | Поражения | Бонусные очки | Турнирные очки |
| ------- | ----- | ---- | ------ | ----- | --------- | ------------- | -------------- |
| 2003–04 | 1-е   | 22   | 16     | 1     | 5         | 10            | 76             |
| 2004–05 | 5-е   | 20   | 9      | 0     | 11        | 10            | 46             |
| 2005–06 | 6-е   | 22*  | 10     | 1     | 9         | 7             | 57             |
| 2006–07 | 4-е   | 20   | 12     | 0     | 8         | 9             | 57             |
| 2007–08 | 6-е   | 18   | 7      | 0     | 11        | 10            | 39             |
| 2008–09 | 5-е   | 18   | 9      | 0     | 9         | 4             | 40             |
| 2009–10 | 9-е   | 18   | 5      | 0     | 13        | 9             | 29             |
| 2010–11 | 5-е   | 22   | 12     | 1     | 9         | 12            | 62             |
| 2011–12 | 5-е   | 22   | 12     | 2     | 8         | 10            | 62             |

* В т. ч. 2 "свободный уикенда", каждый из которых оценивается в 4 очка.

### Кельский кубок
| 2003/04 | Четвертьфинал | «Лланелли Скарлетс» 12:14 «Коннахт» | «Лланелли Скарлетс» 12:14 «Коннахт» | «Лланелли Скарлетс» 12:14 «Коннахт» | «Лланелли Скарлетс» 12:14 «Коннахт» | «Лланелли Скарлетс» 12:14 «Коннахт» | «Лланелли Скарлетс» 12:14 «Коннахт» | «Лланелли Скарлетс» 12:14 «Коннахт» |
| 2004/05 | Финал         | «Манстер» 27:16 «Лланелли Скарлетс» | «Манстер» 27:16 «Лланелли Скарлетс» | «Манстер» 27:16 «Лланелли Скарлетс» | «Манстер» 27:16 «Лланелли Скарлетс» | «Манстер» 27:16 «Лланелли Скарлетс» | «Манстер» 27:16 «Лланелли Скарлетс» | «Манстер» 27:16 «Лланелли Скарлетс» |

### Кубок Хейнекен
| Сезон         | Группа / раунд | Место                                       | Игры                                        | Победы                                      | Ничьи                                       | Поражения                                   | Бонусные очки                               | Турнирные очки                              |
| ------------- | -------------- | ------------------------------------------- | ------------------------------------------- | ------------------------------------------- | ------------------------------------------- | ------------------------------------------- | ------------------------------------------- | ------------------------------------------- |
| 2003/04       | Группа 4       | 1-е                                         | 6                                           | 5                                           | 0                                           | 1                                           | 3                                           | 23                                          |
| 2003/04       | Четвертьфинал  | «Лланелли Скарлетс» 10:27 «Биарриц Олимпик» | «Лланелли Скарлетс» 10:27 «Биарриц Олимпик» | «Лланелли Скарлетс» 10:27 «Биарриц Олимпик» | «Лланелли Скарлетс» 10:27 «Биарриц Олимпик» | «Лланелли Скарлетс» 10:27 «Биарриц Олимпик» | «Лланелли Скарлетс» 10:27 «Биарриц Олимпик» | «Лланелли Скарлетс» 10:27 «Биарриц Олимпик» |
| 2004/05       | Группа 3       | 3-е                                         | 6                                           | 2                                           | 0                                           | 4                                           | 5                                           | 13                                          |
| 2005/06       | Группа 6       | 3-е                                         | 6                                           | 2                                           | 0                                           | 4                                           | 4                                           | 12                                          |
| 2006/07       | Группа 5       | 1-е                                         | 6                                           | 6                                           | 0                                           | 0                                           | 3                                           | 27                                          |
| 2006/07       | Четвертьфинал  | «Лланелли Скарлетс» 24:15 «Манстер»         | «Лланелли Скарлетс» 24:15 «Манстер»         | «Лланелли Скарлетс» 24:15 «Манстер»         | «Лланелли Скарлетс» 24:15 «Манстер»         | «Лланелли Скарлетс» 24:15 «Манстер»         | «Лланелли Скарлетс» 24:15 «Манстер»         | «Лланелли Скарлетс» 24:15 «Манстер»         |
| 2006/07       | Полуфинал      | «Лестер Тайгерс» 33:17 «Лланелли Скарлетс»  | «Лестер Тайгерс» 33:17 «Лланелли Скарлетс»  | «Лестер Тайгерс» 33:17 «Лланелли Скарлетс»  | «Лестер Тайгерс» 33:17 «Лланелли Скарлетс»  | «Лестер Тайгерс» 33:17 «Лланелли Скарлетс»  | «Лестер Тайгерс» 33:17 «Лланелли Скарлетс»  | «Лестер Тайгерс» 33:17 «Лланелли Скарлетс»  |
| 2007/08       | Группа 5       | 4-е                                         | 6                                           | 0                                           | 0                                           | 6                                           | 0                                           | 0                                           |
| 2008/09       | Группа 4       | 4-е                                         | 6                                           | 1                                           | 1                                           | 4                                           | 2                                           | 8                                           |
| 2009/10 (КХ)  | Группа 6       | 2-е                                         | 6                                           | 4                                           | 0                                           | 2                                           | 1                                           | 17                                          |
| 2009/10 (ЕКВ) | Четвертьфинал  | «Тулон» 38:12 «Скарлетс»                    | «Тулон» 38:12 «Скарлетс»                    | «Тулон» 38:12 «Скарлетс»                    | «Тулон» 38:12 «Скарлетс»                    | «Тулон» 38:12 «Скарлетс»                    | «Тулон» 38:12 «Скарлетс»                    | «Тулон» 38:12 «Скарлетс»                    |
| 2010/11       | Группа 5       | 3-е                                         | 6                                           | 3                                           | 0                                           | 3                                           | 3                                           | 15                                          |
| 2011/12 (КХ)  | Группа 1       | 2-е                                         | 6                                           | 3                                           | 0                                           | 3                                           | 3                                           | 15                                          |
| 2011/12 (ЕКВ) | Четвертьфинал  | «Брив» 15:11 «Скарлетс»                     | «Брив» 15:11 «Скарлетс»                     | «Брив» 15:11 «Скарлетс»                     | «Брив» 15:11 «Скарлетс»                     | «Брив» 15:11 «Скарлетс»                     | «Брив» 15:11 «Скарлетс»                     | «Брив» 15:11 «Скарлетс»                     |

### Англо-валлийский кубок
| Сезон   | Группа / раунд | Место                                    | Игры                                     | Победы                                   | Ничьи                                    | Поражения                                | Бонусные очки                            | Турнирные очки                           |                                          |
| ------- | -------------- | ---------------------------------------- | ---------------------------------------- | ---------------------------------------- | ---------------------------------------- | ---------------------------------------- | ---------------------------------------- | ---------------------------------------- | ---------------------------------------- |
| 2005/06 | Группа C       | 1-е                                      | 3                                        | 3                                        | 0                                        | 0                                        | 0                                        | 12                                       |                                          |
| 2005/06 | Полуфинал      | «Лланелли Скарлетс» 27:26 «Бат»          | «Лланелли Скарлетс» 27:26 «Бат»          | «Лланелли Скарлетс» 27:26 «Бат»          | «Лланелли Скарлетс» 27:26 «Бат»          | «Лланелли Скарлетс» 27:26 «Бат»          | «Лланелли Скарлетс» 27:26 «Бат»          | «Лланелли Скарлетс» 27:26 «Бат»          | «Лланелли Скарлетс» 27:26 «Бат»          |
| 2005/06 | Финал          | «Лондон Уоспс» 26:10 «Лланелли Скарлетс» | «Лондон Уоспс» 26:10 «Лланелли Скарлетс» | «Лондон Уоспс» 26:10 «Лланелли Скарлетс» | «Лондон Уоспс» 26:10 «Лланелли Скарлетс» | «Лондон Уоспс» 26:10 «Лланелли Скарлетс» | «Лондон Уоспс» 26:10 «Лланелли Скарлетс» | «Лондон Уоспс» 26:10 «Лланелли Скарлетс» | «Лондон Уоспс» 26:10 «Лланелли Скарлетс» |
| 2006/07 | Группа C       | 3-е                                      | 3                                        | 1                                        | 0                                        | 2                                        | 1                                        | 5                                        |                                          |
| 2007/08 | Группа D       | 2-е                                      | 3                                        | 2                                        | 0                                        | 1                                        | 3                                        | 11                                       |                                          |
| 2008/09 | Группа D       | 2-е                                      | 3                                        | 2                                        | 0                                        | 1                                        | 0                                        | 8                                        |                                          |
| 2009/10 | Группа 2       | 2-е                                      | 4                                        | 2                                        | 1                                        | 1                                        | 1                                        | 11                                       |                                          |
| 2010/11 | Группа 3       | 3-е                                      | 4                                        | 2                                        | 0                                        | 2                                        | 1                                        | 9                                        |                                          |
| 2011/12 | Группа 3       | 1-е                                      | 4                                        | 3                                        | 0                                        | 1                                        | 3                                        | 15                                       |                                          |
| 2011/12 | Полуфинал      | «Нортгемптон Сэйнтс» 27:12 «Скарлетс»    | «Нортгемптон Сэйнтс» 27:12 «Скарлетс»    | «Нортгемптон Сэйнтс» 27:12 «Скарлетс»    | «Нортгемптон Сэйнтс» 27:12 «Скарлетс»    | «Нортгемптон Сэйнтс» 27:12 «Скарлетс»    | «Нортгемптон Сэйнтс» 27:12 «Скарлетс»    | «Нортгемптон Сэйнтс» 27:12 «Скарлетс»    | «Нортгемптон Сэйнтс» 27:12 «Скарлетс»    |

## Достижения
- Кельтская лига и Про12: 2003/04